# Gazeta de Cluj
Gazeta de Cluj este un ziar regional din Transilvania din România.

## Controverse
La sfârșitul anului 2006, Liviu Man, directorul general al cotidianului, a fost arestat, și trimis în judecată, alături de cinci jurnaliști ai Gazetei de Cluj.
Potrivit procurorilor, cei șase gazetari ar fi amenințat cu publicarea unor informații denigratoare oameni de afaceri și politicieni pentru a obține în schimb sume importante de bani.
Conform anchetatorilor, unii șefi ai poliției clujene furnizau direct informații oamenilor lui Liviu Man despre dosarele aflate în anchetă la Inspectoratul de Poliție al Județului (IPJ) Cluj.
Arestați preventiv în 2006, ziariștii au fost puși în libertate în martie 2007. După 11 ani de procese, Curtea de Apel Galați a dispus achitarea tuturor inculpaților. Judecătorul a arătat în motivare că  ”procurorul și-a întemeiat acuzația de șantaj doar pe simple presupuneri” .

Achitările din decembrie 2017:
- Directorul ziarelor Gazeta de Cluj și Gazeta de Bistrița, Liviu Aurel Man, achitat.
- Directorul Gazetei de Maramureș, Călin Dan Pârcălab, achitat.
- Directorul cotidianului Zi de Zi din Târgu-Mureș și al revistei Transilvania Business, Aurelian Grama, achitat.
- Fostul director de investigații al trustului Gazeta, Ioan Oțel, achitat.
- Fostul jurnalist Dorel Alexandru Vidican, achitat.
- Fostul șef al departamentului de protecție internă al trustului Gazeta, Adrian Avarvarei, achitat.
- Fostul director administrativ al trustului Gazeta, Aurel Mureșan, achitat.